# Anthela pyrrhobaphes
Anthela pyrrhobaphes là một loài bướm đêm thuộc họ Anthelidae. Loài này có ở Úc.